# Nero (Rome)
Nero est le cognomen d'une branche de la gens Claudia. Nero, en dialecte sabin, signifie "fort".
En -207, un C. Claudius Nero s'illustre à la bataille du Métaure, en écrasant Hasdrubal, frère d'Hannibal (voir Guerres puniques).
Les trois membres les plus connus de cette famille sont les empereurs Tibère (Tiberius Claudius Nero Caesar), Claude Ier (Tiberius Claudius Nero Germanicus) et Néron (Claudius Nero Caesar) - Néron étant une francisation de Nero.